# Réclainville
Réclainville é uma comuna francesa na região administrativa do Centro, no departamento Eure-et-Loir. Estende-se por uma área de 10 km². Em 2010 a comuna tinha 193 habitantes (densidade: 19,3 hab./km²).